# Jehudi Ashmun
Jehudi Ashmun (21 de abril de 1794 - 25 de agosto de 1828) foi um líder religioso e reformista social que trabalhou na American Colonization Society.